# Mads Glæsner
Mads Glæsner (født 18. oktober 1988) er en dansk elitesvømmer, som bor i Los Angeles i USA, hvor han træner med Trojan Swim Club. Han har også svømmet for danske klubber, i november 2009 skiftede han fra Sigma Nordsjælland til VAT. I 2010 var han på et længerevarende trænings ophold i Los Angeles i USA, hvor han trænede sammen med svømmere som OL guld vinder Oussama Mellouli fra Tunesien og den polske svømmer Mateusz Sawrymowicz, som blev både europamester og verdensmester i 2007. I USA svømmede Glæsner for Trojan Swim Club. I 2012 blev han dømt for doping, da han deltog ved EM 2012 på kortbane, han blev testet positiv på grund af at han havde anvendt en amerikansk Vicks næsespray mod forkølelse, som indeholder et forbudt stof, mens den danske version ikke indeholder noget forbudt.
Glæsner deltog ved OL 2012 i London og har nu kvalificeret sig i 400 meter fri til OL 2016 i Rio.
Mads Glæsner er langdistancesvømmer og favoritdistancerne er 400 m fri, 800 m fri og 1500 m fri. Han er indehaver af de nordiske rekorder i distancerne 400 og 800 meter fri på langbane og i 200, 400 og 1500 meter på kortbane. Han er også indehaver af de danske rekorder i alle fire distancer: 200, 400, 800 og 1500 m fri på både kortbane og langbane.

## Svømmekarriere

### 2006
Mads Glæsner deltog ved DJM/DM i Helsingør i 2006. Han satte ny dansk rekord og dansk juriorrekord i 800 m fri.

### 2007
Mads Glæsner satte danske og nordiske rekorder i 800 m fri med tiden 7:43.63 og i 1500 m fri med tiden 14.45.16. Derudover blev han også Danmarksmester i 400 m fri. Senere samme år deltog Glæsner i Europamesterskabet i svømning på kortbane i Ungarn, han fik en 6. plads i 1500 m fri med tiden 14:53.86

### 2008
Mads Glæsner deltog i OL i Beijing i disciplinen 400 m freestyle og 1500 m frestyle. Derudover deltog han ved EM i kortbanesvømning 2008 i Rijeka i Kroatien, hvor han vandt bronze i 400 meter fri.

### 2009
Mads Glæsner deltog ved EM på kortbane i Istanbul. Han vandt to bronzemedaljer, den ene i 400 m fri og den anden i 1500 meter fri med tiden 14:26.74.
I 2009 vandt Glæsner flere medaljer ved World Cup. Han deltog i tre World Cup svømmekonkurencer med få dages pause. Først vandt han sølv i 400 m fri og bronze i 1500 meter fri i Moskva den 7. november. Få dage senere, den 10. og 11. november, deltog han i World Cup i Stockholm. Han vandt guld i 400 m fri med tiden 3:38.78 og bronze i 1500 m fri med tiden 14:39.88. Dagene 14. – 15. november 2009 deltog Glæsner ved World Cup i Berlin. Han vandt sølv i 400 m fri med tiden 3:37.75. Vinderen var tyskeren Paul Biederman, som satte ny verdensrekord med tiden 3:32.77.

### 2010
Året 2010 startede ret dårligt for Glæsner, da han fik en stafylokok infektion, som gjorde at han mistede sin gode form og ikke kunne yde optimalt til svømmekonkurrencerne, som han senere deltog i. Han kunne ikke deltage i Danmarksmesterskabet på langbane pga. sygdommen. Efter et længerevarende træningsophold i USA, var Glæsner dog igen i topform, og i december 2010 deltog han i VM på kortbane i Dubai. Glæsner vandt sølv i 1500 fri med tiden 14:29.52.

### 2011
Mads Glæsner deltog i EM på kortbane i Stettin i Polen i december 2011. Han vandt sølv i 400 m fri med tiden 3:38.65 og i 1500 m fri med tiden 14:29.88.

### 2012
Mads Glæsner deltog i Sommer-OL 2012. Han vandt ikke nogen medalje, han blev nummer 12 i 400 meter fri og nummer 13 i 4×200 m fri.
I december deltog han i VM på kortbane i Istanbul. Det gik udmærket for Mads, han vandt guld i mændenes 1500 m fri med tiden 14.30.01 og bronze i 400 m fri med tiden 3:40.09. I juni 2013 mistede han dog begge medaljer, efter at FINA dopingpanelet havde afsagt dom i en dopingsag, hvor Mads Glæsner blev dømt for doping efter at han blev testet positiv for brug af Levmetamfetamine. Dommen lød på at han mistede både bronze- og guldmedaljerne samt fik karantæne fra at deltage i svømmekonkurrencer i tre måneder. Ifølge Glæsner selv, så var der tale om en fejltagelse fra hans side. Han havde brugt et Vicks næsespray mod stoppet næse, det danske næsespray af denne type indeholder ikke det forbudte stof, men det gør den amerikanske Vicks spray derimod, og ved VM i Istanbul var der sket en forbyttelse af netop en amerikansk og dansk Vicks-inhalator.

### 2014
Mads Glæsner bliver tilkendt sit verdensmesterskab i 1500 fri  ved en appel hos CAS. Appeldomstolen lægger vægt på at Glæsner ikke blev testet positiv efter 1500m løbet. Både guldmedalje og verdensmesterskab er derefter tilbage hos Glæsner.

### 2016
Den 13. april 2016 opnåede han at kvalificere sig til OL 2016 i Rio, da han svømmede sig til en sølvmedalje i 400 meter fri ved Danish Open i Bellahøj. Vinderen af konkurrencen, Anton Ørskov Ipsen opnåede også OL kvalifikation.

## Dopingdom
I 2012 blev han dømt for doping, da han deltog ved VM i kortbanesvømning 2012. Han mistede i første omgang to medaljer, som han vandt ved europamesterskabet på kortbane, men han ankede dommen, og senere, i februar 2014, vandt han apelsagen og dommen blev omstødt, således at han fik guldmedaljen tilbage som han vandt i 1500 meter fri ved VM i kortbanesvømning 2012, dommen var baseret på, at da han blev testet efter at han havde svømmet finalen i 1500 meter fri, så fandt man ikke noget. Dommen holdt dog fast ved, at han mistede den bronze-medalje som han vandt i 400 meter fri ved EM 2012 på kortbane. Årsagen til, at han blev testet positiv i doping, skyldtes i følge Glæsner selv, at han ved en fejltagelse kom til at anvende en amerikansk Vicks-inhalator, som indeholder et forbudt stof og derfor er forbudt at bruge i sportskonkurrencer, mens en dansk variant af den samme slags Vicks inhalator ikke er forbudt, da indholdet er forskelligt. Inhalatoren bruges mod forstoppelse i næsen. Der er ikke tale om en spray, man lugter til inhalatoren ved stoppet næse. Udover at miste bronzemedaljen, fik han også karantæne i tre måneder.

## Eksterne links
- VAT.dk Arkiveret 4. september 2011 hos  Wayback Machine
- Mads Glæsners profil på Sports-Reference OL-resultater (arkiveret) (engelsk)
- Mads Glæsners profil på Olympedia (engelsk)
- Mads Glæsners profil hos FINA (engelsk)
- Mads Glæsners profil på swimrankings.net (engelsk)